# Astragalus iselyi
Astragalus iselyi är en ärtväxtart som beskrevs av Stanley Larson Welsh. Astragalus iselyi ingår i släktet vedlar, och familjen ärtväxter. Inga underarter finns listade i Catalogue of Life.